# Cilunculus scaurus
Cilunculus scaurus is een zeespin uit de familie Ammotheidae. De soort behoort tot het geslacht Cilunculus. Cilunculus scaurus werd voor het eerst wetenschappelijk beschreven door Stock. 1997. 